# Antonie Röell
Antonie baron Röell (Den Haag, 21 augustus 1864 – Haarlem, 29 november 1940) was een Nederlands burgemeester en commissaris van de Koningin.

## Leven en werk
Röell werd in 1864 in Den Haag geboren als zoon van Willem Frederik baron Röell en Anna Cornelia baronesse Collot d'Escury. Na een loopbaan bij de Provinciale Griffie van Overijssel werd hij achtereenvolgens burgemeester van de gemeenten Leeuwarden, Arnhem en Amsterdam. Zijn burgemeesterschap van Amsterdam duurde vijf jaar van 1910-1915. Vooral stadsuitbreiding stond daarin centraal. In 1915 volgde zijn benoeming tot commissaris van de Koningin in de provincie Noord-Holland. Tijdens die ambtsperiode vonden (in 1916) overstromingen plaats langs de Zuiderzeekust, werd de Wieringermeerpolder drooggemalen en de Afsluitdijk aangelegd en begon de Duitse bezetting.
Hij trouwde op 20 november 1895 te Zwolle met Anna Adriana barones de Vos van Steenwijk (1875-1945). Hij overleed in november 1940 op 76-jarige leeftijd in Haarlem. Straten in Amsterdam (Burgemeester Röellstraat), Arnhem (Röellstraat), Delft, Schiedam en Zwijndrecht zijn naar hem vernoemd. Na het overlijden van zijn broer in 1937 verkreeg jhr. mr. dr. A. Röell de eerstgeboortetitel van baron.
- Biografisch Portaal: 09146010
- International Standard Name Identifier: 0000 0003 8830 6479
- Nederlandse Thesaurus van Auteursnamen: 069968179
- Parlement.com: vg09llz4rlwg
- Virtual International Authority File: 281489160
- WorldCat: E39PBJgmQrJ7FyQXfqHpP86xjC